# David Voniga
David Voniga (n. 8 septembrie 1867, Giula, Regatul Ungariei, Imperiul Habsburgic – d. 8 iulie 1933, Giroc, Timiș) a fost un preot, scriitor, gazetar care a, activat în Banat și Crișana. Timp de 33 de ani, David Voniga a fost preot în comuna Giroc, județul Timiș. Astăzi, liceul din această localitate îi poartă numele.